# Isabelle Morel

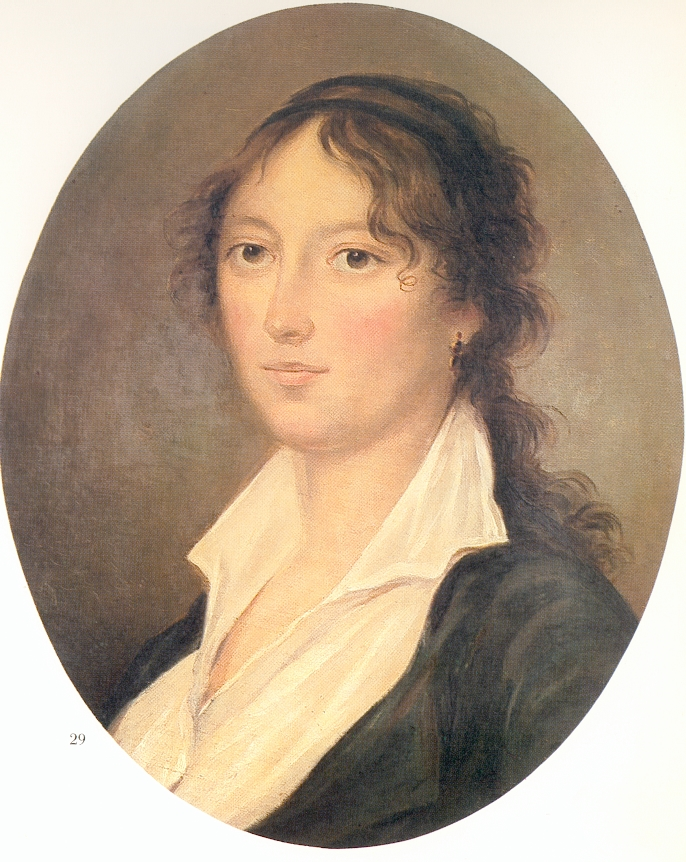
Isabelle Morel-de Gélieu (um 1860), Musée jurassien d’art et d’histoire, Delémont

Isabelle de Gélieu verheiratete Morel (* 9. Juli 1779 in Lignières; † 18. Oktober 1834 in Corgémont) war eine französischsprachige Schweizer Schriftstellerin und Übersetzerin.

## Leben
Isabelle de Gélieu kam als Tochter des Pfarrers Jonas de Gélieu und seiner Frau Marguerite-Isabelle Frêne, Tochter des Pfarrers Théophile-Rémy Frêne in Lignières zur Welt. Im dortigen Pfarrhaus lernte sie lesen und schreiben und überzeugte ihren Vater im Alter von zehn Jahren, ihr die lateinische Sprache beizubringen, deren Kenntnis im 18. Jahrhundert als unweiblich angesehen wurde. Mit dreizehn Jahren wurde sie nach Basel geschickt, um dort im Pensionat ihrer Tante Esther Mieg Deutsch zu lernen.
Nach ihrer Rückkehr nach Colombier, wo ihr Vater seit 1790 die Pfarrstelle innehielt, trat sie erstmals 1795 in Kontakt mit Isabelle de Charrière, die ihr Talent erkannte und ihr in der Folgezeit Englischunterricht erteilte. Gemeinsam mit Madame de Charrière veröffentlichte sie 1797 eine französische Übersetzung des Romans Nature and Art von Elizabeth Inchbald.
Bald darauf begann sie, einen eigenen Roman Louise et Albert zu schreiben, der erstmals 1803 in Lausanne und noch im gleichen Jahr in einer von Ludwig Ferdinand Huber besorgten und wenig werkgetreuen deutschen Übersetzung in der Zeitschrift Flora erscheint.
Bereits zuvor war sie von ihrer Familie gedrängt worden, sich zu verheiraten. Nachdem sie auf Drängen von Isabelle de Charrière die Verlobung mit dem von ihren Eltern vorgesehenen Heiratskandidaten gebrochen hatte, verlobte sie sich mit dem Pfarrer Charles-Ferdinand Morel aus Corgémont, den sowohl ihr Grossvater Frêne als auch Isabelle de Charrière als angemessenen Heiratskandidaten ansahen. Die Ehe wurde schliesslich im Jahre 1801 geschlossen.
Nach der Geburt dreier Kinder sah sich Isabelle Morel kaum noch in der Lage, ihren schriftstellerischen Ambitionen nachzugehen. Zudem kommt es in der Ehe immer wieder zu Krisen, die dadurch ausgelöst werden, dass ihr Mann im Zuge der Wirtschaftskrisen nach dem Ende der Napoleonischen Kriege sein Familienvermögen verloren hat und die Zukunft der gemeinsamen Kinder deshalb in Frage steht.
Ab 1820 beginnt Isabelle Morel-de Gélieu damit, deutschsprachige Literatur in die französische Sprache zu übersetzen, darunter Pestalozzis Buch der Mütter oder: Anleitung für Mütter, ihre Kinder bemerken und reden zu lehren, die Alamontade von Zschokke, den historischen Roman Gertrud von Wart oder Treue bis in den Tod des Schweizer Pfarrers Johann-Conrad Appenzeller und den Roman Annette und Wilhelm von Kotzebue. Ebenso veröffentlicht sie eine Sammlung der Gedichte Schillers. Zudem übersetzt sie unter Vermittlung ihres Mannes amtliche Veröffentlichungen der Berner Kantonalregierung und der evangelischen Kirche des Kantons.
Die revolutionären Bewegungen der Jahre 1830 und 1831 öffnen das Haus der Familie Morel für verfolgte Demokraten aus der Schweiz und aus Polen, wobei Isabelle zwischen der royalistischen Tradition ihrer Familie und den eigenen liberalen Anschauungen, die Charles-Ferdinand Morel teilt, gespalten ist. Ihr Mann nimmt an den Beratungen einer neuen, demokratischen Verfassung des Kantons Bern teil.
Im Jahre 1833 erkrankt sie an Brustkrebs und stirbt ein Jahr darauf.

## Werk
- La Nature et l’art par Mistriss Inchbald, nouvelle traduction par Mlle de G*** et Mme de C***, Paris 1797
- Louise et Albert ou Le Danger d’être trop exigeant, Lausanne, Hignou, 1803,[1] nouvelle édition Neuchâtel 1999, ISBN 2-88080-005-6
  - Albrecht und Luise, eine schweizerische Erzählung nach dem Französischen der Madame ****. Übersetzung von Ludwig Ferdinand Huber. In Flora, Teutschlands Töchtern geweiht von Freundinnen und Freunden des Schönen Geschlechts, IV (1803), p. 68-170
- Gertrude de Wart ou l’épouse fidèle. Roman historique; traduit de l’allemand de M. Appenzeller, par Mme Morel, Paris, A. Eymery, 1819,
- Manuel des Mères de Pestalozzi, traduit de l’allemand. Genève, J.J. Paschoud, 1821
- Annette et Wilhelm, ou la Constance éprouvée, traduit de l’allemand de Kotzebue, par Mme Morel. Paris, L. Tenré, 1821
- Choix de pièces fugitives de Schiller, trad. de l’allemand par Mme Morel. Paris, Le Normant père, 1825. nouvelle édition Hachette, 2013.
- Journal 1819-1834. Éd. François Noirjean; Jorge Da Silva, préface Caroline Calame. Neuchâtel, Livréo Alphil, 2020 469 p. ISBN 978-2-88930-252-9

## Weblink
- Daniel Maggetti: Gélieu, Isabelle de. In: Historisches Lexikon der Schweiz.